# Opstandingskerk (Woerden)
De Opstandingskerk is een gereformeerde kerk in de stijl van de Amsterdamse School aan de Wilhelminaweg in de Nederlandse stad Woerden. De officiële ingebruikneming had plaats op donderdag 12 juni 1924. Voor die tijd zat de gereformeerde gemeente in een pand in de naburige Molenstraat 20. Het orgel uit het oude pand, gebouwd in 1911, is meeverhuisd.
De kerktoren heeft een paraboolvormige spits.